# Sclerocactus mesae-verdae
Sclerocactus mesae-verdae  là một loài thực vật có hoa trong họ Cactaceae. Loài này được (Boissev. & C. Davidson) L.D. Benson miêu tả khoa học đầu tiên năm 1966.

## Hình ảnh

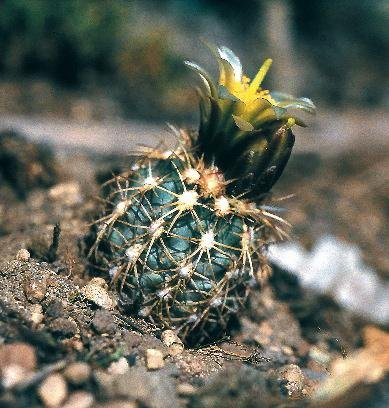
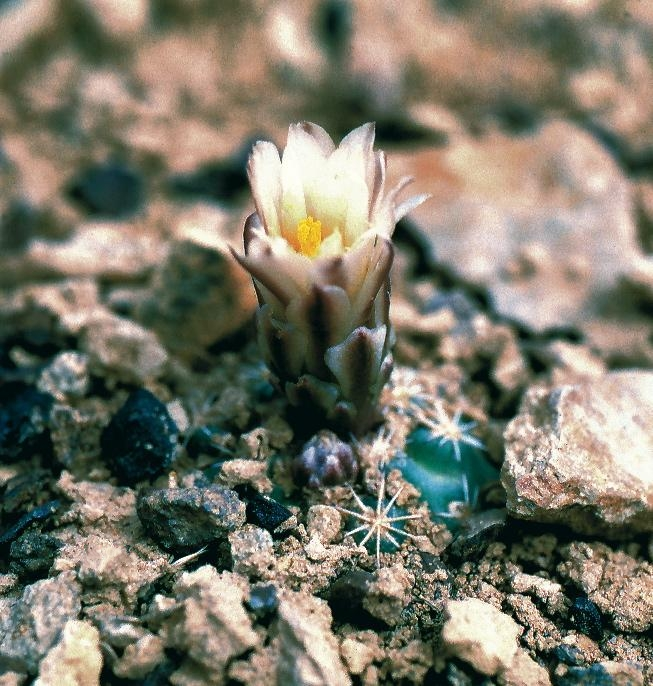
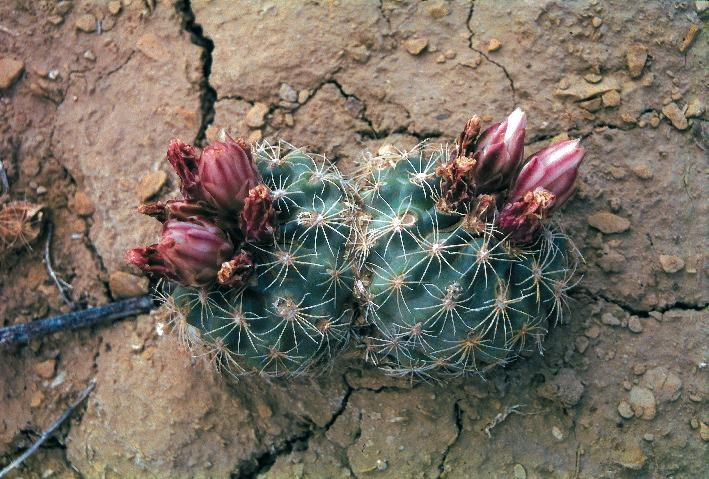
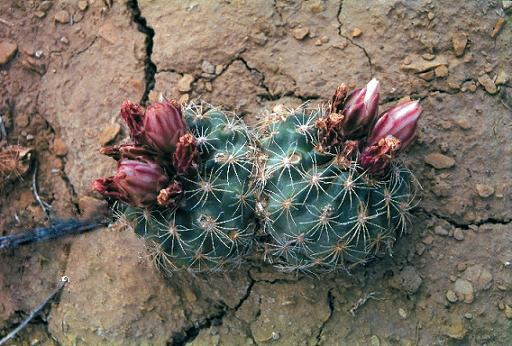